# Масеру
Масеру (на английски от езика сесото: Maseru) е столицата на Лесото.
Населението на града възлиза на 330 760 души (2016). Градът се намира на река Мохокаре и е единственият голям град в страната. Произвеждат се килими и свещи, а в последните няколко години – и дънкови облекла (благодарение на тайванска инвестиция).
Средната работна заплата възлиза на не повече от 75 евро на месец, а условията на труд са често ужасяващи. В града се намира Националният университет на Лесото и международно летище.